# Accidente ferroviario en el desmonte de Sonning
El accidente ferroviario en el desmonte de Sonning se produjo durante la madrugada del 24 de diciembre de 1841 en la trinchera que atraviesa la colina de Sonning, cerca de Reading. Afectó a un tren del Great Western Railway (GWR) que viajaba entre las estaciones de Paddington y de Brístol Temple Meads. El tren estaba formado por la locomotora de gran ancho Hecla, un ténder, tres coches de viajeros de tercera clase y algunos vagones de mercancías muy cargados. Los vagones de viajeros se encontraban entre el ténder y los vagones de mercancías.
Las fuertes lluvias recientes habían saturado el suelo de los taludes del desmonte, causando un corrimiento que depositó parte del terreno de un talud sobre la vía por la que circulaba el tren. Al chocar contra el material desprendido, la locomotora descarriló, lo que a su vez provocó una brusca deceleración del tren. Los vagones de viajeros quedaron aplastados entre los vagones de mercancías y el ténder. Ocho pasajeros murieron en el acto y otros diecisiete resultaron gravemente heridos, uno de los cuales murió unos días después en el hospital.
Los detalles del accidente y los procedimientos posteriores fueron ampliamente informados por los periódicos de la época.

## Primeros informes

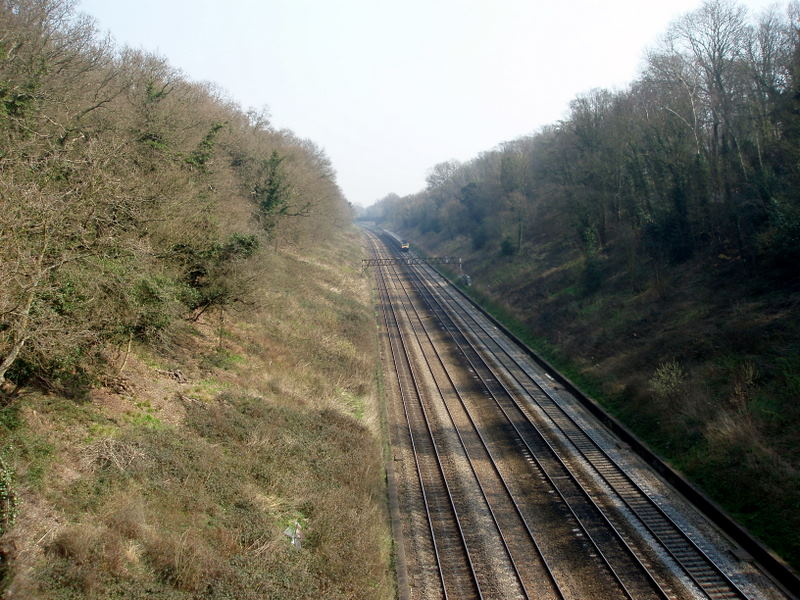
Vista moderna del desmonte de Cutting, con un tren acercándose al lugar del accidente

Los primeros informes del accidente se publicaron en The Times el día de Navidad, con el título "Espantoso accidente en el Great Western Railway". La labor de los informadores se vio obstaculizada por "la estricta reserva por parte de todos los trabajadores de la empresa ferroviaria", pero según The Times, se podía confiar en que el relato dado en el periódico era sustancialmente correcto.
El tren salió de Paddington alrededor de las 4:30 am, con unos 38 pasajeros a bordo "principalmente de la clase más pobre". Justo antes de las 7:00 am, ya en la trinchera de Sonning, el tren se topó con la tierra que se había deslizado desde el costado del del desmonte hasta la vía, cubriéndola de dos o tres pies de profundidad (entre 0,60 y 0,90 m). La locomotora y el ténder descarrilaron inmediatamente y "el siguiente coche, el que contenía a los pasajeros, fue lanzado contra la vía, y en un instante fue alcanzado por los coches que venían detrás, que fueron lanzados por los aires por la violencia de la colisión, precipitándose con una fuerza aterradora sobre el primer coche". Ocho pasajeros murieron y otros dieciséis resultaron "más o menos gravemente heridos". Después de ser extraídos de los escombros, los heridos fueron llevados al Hospital Real de Berkshire en Reading, y los muertos se trasladaron a una cabaña cercana al lugar del accidente. Entre los heridos estaban Thomas Martin Wheeler, un activista radical, y su esposa.
Se abrió una investigación sobre las muertes a las 3:00 pm del mismo día, en una taberna cercana, pero el corresponsal de The Times no pudo obtener detalles de lo sucedido allí. Sin embargo, escribió que, en opinión de las personas que viven en el vecindario del accidente, la parte de la trinchera donde ocurrió el accidente no era segura; el desmonte era profundo, los taludes demasiado empinados y se decía que el suelo excavado era de una "naturaleza elástica suelta" que mostraba una tendencia a deslizarse. Deslizamientos de ladera se habían producido antes en el desmonte cerca del lugar del accidente y se habían informado al Great Western Railway. Sin embargo, el vigilante del GWR responsable de este tramo de la línea había informado que al ser examinada la vía a las 5:00 pm del día anterior al accidente "no había la menor apariencia de que hubiera peligro de que se produjera un deslizamiento". Más tarde se determinó que el deslizamiento debió ocurrir después de las 4:30 am, porque esa era la hora en que el tren correo pasó por el desmonte camino a Londres.
Isambard Kingdom Brunel, ingeniero del GWR, al enterarse del accidente, salió de Londres con unos cien trabajadores en un tren especial, para limpiar la tierra de la línea.

## Losdeodands
En las dos indagatorias, se fijaron deodands por valor de 1100 libras en total, sobre la locomotora ("Hecla") y los coches y vagones del tren, pagaderos al señor de la mansión de Sonning, Robert Palmer (juez de paz y parlamentario). Los primeros informes sugirieron que Palmer tenía la intención de compartir el dinero entre los heridos y las personas dependientes de los viajeros fallecidos, pero lo negó, considerando que era muy poco probable que los pagos de daños y perjuicios se hicieran alguna vez y que no sería conveniente despertar falsas esperanzas entre los beneficiarios potenciales. Posteriormente, ambos deodands fueron anulados y el dinero nunca fue pagado.
Los deodands, en efecto, las sanciones impuestas a los objetos en movimiento que contribuyeron a causar la muerte, se abolieron unos cinco años después del accidente, con la aprobación de la Ley de Deodands de 1846.